# Stanley Johnson (basketspelare)
Stanley Herbert Johnson Jr., född 29 maj 1996 i Los Angeles i Kalifornien, är en amerikansk professionell basketspelare som spelar för Los Angeles Lakers sedan 2021. Han har tidigare spelat för Detroit Pistons, New Orleans Pelicans och Toronto Raptors.